# Războiul Civil Irlandez
Războiul civil irlandez (în irlandeză Cogadh Cathartha na hÉireann; 28 iunie 1922 – 24 mai 1923) a fost un conflict care a urmat Războiului Irlandez de Independență și a însoțit înființarea Statului Liber Irlandez, o entitate independentă de Regatul Unit, dar în cadrul Imperiului Britanic.
Războiul civil a fost purtat între Guvernul provizoriu al Irlandei⁠(d) și Armata Republicană Irlandeză (1922–1969)⁠(d) (IRA) antitratat din cauza disensiunilor pe marginea tratatului anglo-irlandez. Guvernul provizoriu (care a devenit Statul Liber în decembrie 1922) susținea termenii tratatului, în timp ce opoziția antitratat îl considera o trădare a Republicii Irlandeze care fusese proclamată în timpul Rebeliunii de Paști din 1916. Mulți dintre combatanți luptaseră împreună împotriva britanicilor în Armata Republicană Irlandeză (1919–1922)⁠(d) în timpul Războiului de Independență și s-au împărțit după încheierea conflictului și după începerea negocierilor pentru tratat.
Războiul civil a fost câștigat de Armata Națională⁠(d) pro-tratat, care a asigurat mai întâi Dublinul⁠(d) la începutul lunii iulie, apoi a intrat în ofensivă⁠(d) împotriva bastioanelor antitratat din sud și vest, în special „Republica Munster”, reușind să cucerească toate centrele urbane până la sfârșitul lunii august. Faza de gherilă a Războiului Civil Irlandez a mai durat încă 10 luni, înainte ca conducerea IRA să emită un ordin de depunere a armelor tuturor unităților, punând efectiv capăt conflictului. Armata Națională a beneficiat de cantități substanțiale de arme furnizate de guvernul britanic, în special artilerie și mașini blindate.
Conflictul a lăsat societatea irlandeză divizată și plină de resentimente timp de mai multe generații. Astăzi, cele mai mari trei partide politice din Republica Irlanda, Fine Gael, Fianna Fáil și Sinn Féin sunt descendente directe ale taberelor care s-au opus în Războiul Civil; Fine Gael de partea susținătorilor părții protratat, Fianna Fáil, partidul format din cea mai mare parte a părții antitratat de Éamon de Valera, iar Sinn Féin, descendent din partidul republican antitratat și iredentist lăsat în urmă de susținătorii lui De Valera.

## Context

### Tratatul și consecințele acestuia
S-a negociat tratatul anglo-irlandez pentru a pune capăt Războiului Irlandez de Independență din 1919–1921 dintre Republica Irlandeză și Regatul Unit al Marii Britanii și Irlandei. Tratatul prevedea un stat irlandez autonom, având propria sa armată și poliție. Tratatul a permis și Irlandei de Nord (cele șase comitate din nord-est – Fermanagh, Antrim, Tyrone, Londonderry, Armagh și Down – unde, în ansamblu, populația majoritară era de religie protestantă) să renunțe la noul stat și să se întoarcă în Regatul Unit – ceea ce a făcut imediat. Odată cu divizarea Irlandei, a avut loc o perioadă de doi ani de conflict intercomunitar⁠(d) în nou formata Irlandă de Nord. În loc să creeze republica independentă pentru care au luptat naționaliștii, Statul Liber Irlandez era un dominion al Imperiului Britanic, având monarhul britanic⁠(d) ca șef de stat, același statut pe care îl aveau Canada și Australia. Britanicii au propus statutul de dominion în corespondența secretă dinainte de începerea negocierilor pentru tratat, dar liderul Sinn Féin, Éamon de Valera, a respins ideea. Tratatul prevedea și ca membrii noului Oireachtas⁠(d) (parlament) irlandez să depună următorul „jurământ de credință”:
„Eu… jur solemn credință și loialitate Constituției Statului Liber Irlandez înființat prin lege, și că voi fi credincios Majestății Sale Regele George al V-lea, moștenitorilor și succesorilor lui prin lege în virtutea cetățeniei comune a Irlandei cu Marea Britanie și a apartenenței la grupul de națiuni ce formează Commonwealth-ul Britanic al națiunilor.”
Pentru mulți republicani irlandezi, acest jurământ era de neacceptat. În plus, divizarea Irlandei, care fusese deja hotărâtă de parlamentul de la Westminster în Legea Guvernării Irlandei din 1920⁠(d), a fost confirmată efectiv în tratatul anglo-irlandez. Pentru IRA, cele mai controversate prevederi ale tratatului erau desființarea Republicii Irlandeze proclamată în 1919, abandonarea Primului Dáil⁠(d), statutul Statului Liber Irlandez ca dominion în cadrul Commonwealth-ului Britanic și păstrarea de către britanici a porturilor strategice⁠(d) de pe coastele de sud-vest și nord-vest ale Irlandei, care urmau să rămână ocupate de Marina Regală. Toate aceste probleme au fost cauza unei scindări în IRA și în cele din urmă a Războiului Civil.
Michael Collins, ministrul irlandez de finanțe și președintele Frăției Republicane Irlandeze⁠(d) (IRB), a susținut în Dáil Éireann că tratatul „nu [oferă] libertatea supremă la care aspiră și pe care o dezvoltă toate națiunile, ci libertatea de a obține acea libertate”. Cu toate acestea, adversarii tratatului credeau că acesta nu va oferi niciodată independența deplină a Irlandei.

### Divizarea mișcării naționaliste
Divizarea pe tema tratatului a fost una profund personală. Mulți din ambele tabere fuseseră prieteni apropiați și camarazi în timpul Războiului de Independență. Aceasta a făcut ca disensiunile între ei să fie cu atât mai dureroase. La 6 ianuarie 1922, la Mansion House, Dublin⁠(d), Austin Stack⁠(d), ministrul afacerilor interne, i-a arătat președintelui de Valera știrile de seară care anunțau semnarea tratatului: de Valera a aruncat doar o privire pe ziar; când Eamonn Duggan, membru al delegației irlandeze care s-a întors, i-a înmânat un plic care confirma acest lucru, el l-a dat deoparte. De Valera purtase discuții secrete cu premierul britanic David Lloyd George în perioada 14–21 iulie, la Londra. Collins, și el membru al delegației, a presupus (împreună cu alții) că aceste discuții confirmă corespondența anterioară, adică refuzul britanicilor de a accepta o republică. De Valera, Stack și ministrul apărării, Cathal Brugha⁠(d), refuzaseră cu toții să se alăture delegației la Londra. Collins a scris că includerea lui ca plenipotențiar a fost „o capcană” a lui de Valera, de care fusese prevenit, și pe care fusese sfătuit să o evite, dar în care a intrat oricum, „ca un soldat care se supune ofițerului său comandant”. Arthur Griffith⁠(d), președintele delegației, făcuse un comentariu similar despre ascultarea ordinelor în prezența lui de Valera însuși. Domneau suspiciuni reciproce și confuzie; delegația nu știa cu siguranță care sunt instrucțiunile cabinetului, iar responsabilitatea a fost asumată personal, până în punctul în care delegația era să se destrame. Collins se aștepta să fie găsit vinovat pentru compromisul din cadrul tratatului și scria: „Azi dimineață mi-am semnat condamnarea la moarte”. În ciuda acestui fapt, el a fost frustrat și a avut unele reacții emoționale puternice când de Valera și alții au refuzat să susțină tratatul, iar prieteniile au s-au stricat.
Dáil Éireann (parlamentul Republicii Irlandeze) a adoptat tratatul anglo-irlandez cu 64 de voturi pentru și 57 împotrivă la 7 ianuarie 1922. În urma ratificării Tratatului, în conformitate cu articolul 17 din Tratat, a fost înființat guvernul provizoriu al Statului Liber Irlandez,⁠(d) recunoscut de britanici. Autoritatea sa în temeiul tratatului era să ofere un „aranjament provizoriu pentru administrarea Irlandei de Sud în intervalul” de până la înființarea Statului Liber Irlandez. În conformitate cu tratatul, guvernul britanic transfera „puterile și mijloacele necesare pentru îndeplinirea atribuțiilor sale”. Înainte ca guvernul britanic să transfere aceste competențe, membrii guvernului provizoriu „și-au exprimat fiecare în scris acceptarea [tratatului]”.

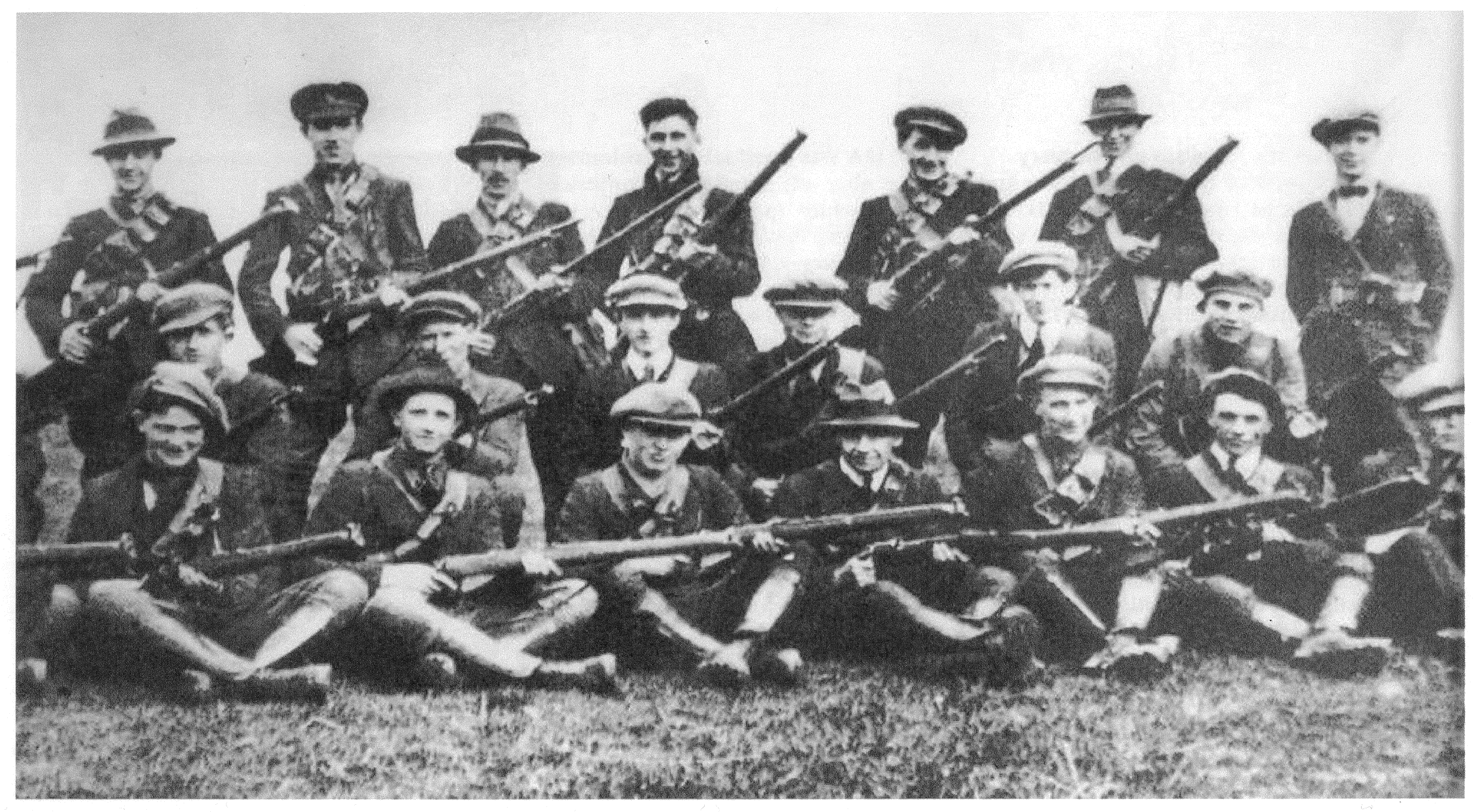
Coloana zburătoare nr. 2 a Brigăzii 3 Tipperary de sub conducerea lui Seán Hogan în timpul Războiului de Independență. Majoritatea unităților IRA din Munster erau împotriva tratatului.

La ratificarea Tratatului, de Valera a demisionat din funcția de Președinte al Republicii⁠(d) pentru a-și confirma funcția printr-un nou vot. A pierdut acest vot și mai strâns, 60–58. El a contestat dreptul Dáilului de a aproba tratatul, spunând că membrii lui încalcă jurământul față de Republica Irlandeză. Între timp, el a continuat să promoveze un compromis prin care noul Stat Liber Irlandez să fie într-o „asociere externă⁠(d)” cu Commonwealth-ul Britanic, și nu membru al acesteia (includerea republicilor în cadrul Commonwealth-ului Națiunilor⁠(d) avea să fie oficial pusă în aplicare abia în 1949).
La începutul lunii martie, de Valera a format partidul Cumann na Poblachta⁠(d) („Asociația Republicană”), rămânând și membru în Sinn Féin, și a început un turneu de discursuri în provincia mai republicană Munster⁠(d) la 17 martie 1922. În timpul turneului, a ținut discursuri controversate la Carrick on Suir, Lismore⁠(d), Dungarvan⁠(d) și Waterford, spunând la un moment dat: „dacă este acceptat tratatul, lupta pentru libertate va continua, iar poporul irlandez, în loc să lupte cu soldații străini, va trebui să lupte cu soldații irlandezi ai unui guvern irlandez înființat de irlandezi”. La Thurles⁠(d), câteva zile mai târziu, el a pictat din nou această imagine și a adăugat că IRA „ar trebui să treacă prin sângele soldaților guvernului irlandez și poate prin cel al unor membri ai guvernului irlandez pentru a-și obține libertatea”.
Într-o scrisoare către Irish Independent⁠(d) din 23 martie, de Valera a acceptat acuratețea raportului lor despre comentariul său despre „trecerea prin sânge”, dar a regretat că ziarul a publicat-o.
Mai grav, mulți ofițeri din Armata Republicană Irlandeză⁠(d) (IRA) erau și ei împotriva tratatului, iar în martie 1922, o convenție ad-hoc a armatei a repudiat autoritatea Dáilului de a accepta tratatul. În schimb, ministrul apărării, Richard Mulcahy, a declarat în ședința Dáilului din 28 aprilie că condițiile din Dublin împiedică organizarea unei convenții, dar că delegații au fost aleși și votați în scris pentru a accepta jurământul. IRA antitratat și-a format propriul „executiv al armatei”, pe care l-au declarat a fi adevăratul guvern al țării, în ciuda rezultatului alegerilor generale din 1921⁠(d). La 26 aprilie, Mulcahy a rezumat presupusele activități ilegale ale multor oameni din IRA în ultimele trei luni, pe care i-a descris drept „voluntari secesioniști”, inclusiv sute de jafuri. Cu toate acestea, această armată fragmentată era singura forță de poliție de pe teren după Poliția Republicană Irlandeză⁠(d) s-a dezintegrat și Royal Irish Constabulary⁠(d) (RIC) s-a desființat.
Punând zece întrebări lui Mulcahy pe 28 aprilie, Seán MacEntee⁠(d) a susținut că Executivul Armatei acționează continuu pentru a crea o republică din 1917, are o constituție nemodificată, nu a căzut niciodată sub controlul Dáilului și că „singurul organism competent să dizolve Executivul Voluntarilor este o convenție convocată în mod corespunzător a Armatei Republicane Irlandeze” – nu Dáilul. Acceptând tratatul în ianuarie și abandonând republica, majoritatea Dáilului a abandonat efectiv Executivul Armatei. În răspunsul său, Mulcahy a respins această interpretare. Apoi, într-o dezbatere pe tema apărării, MacEntee a sugerat că sprijinirea Executivului Armatei „chiar dacă ar însemna anularea tratatului și un război teribil și imediat cu Anglia, ar fi mai bine decât războiul civil pe care se pare că îl începem în prezent”. Susținătorii lui MacEntee au adăugat că numeroasele jafuri reclamate de Mulcahy pe 26 aprilie au fost cauzate de lipsa plății și a alimentării provizii a voluntarilor de către Dáil.

### Ocupația celor Patru Curți

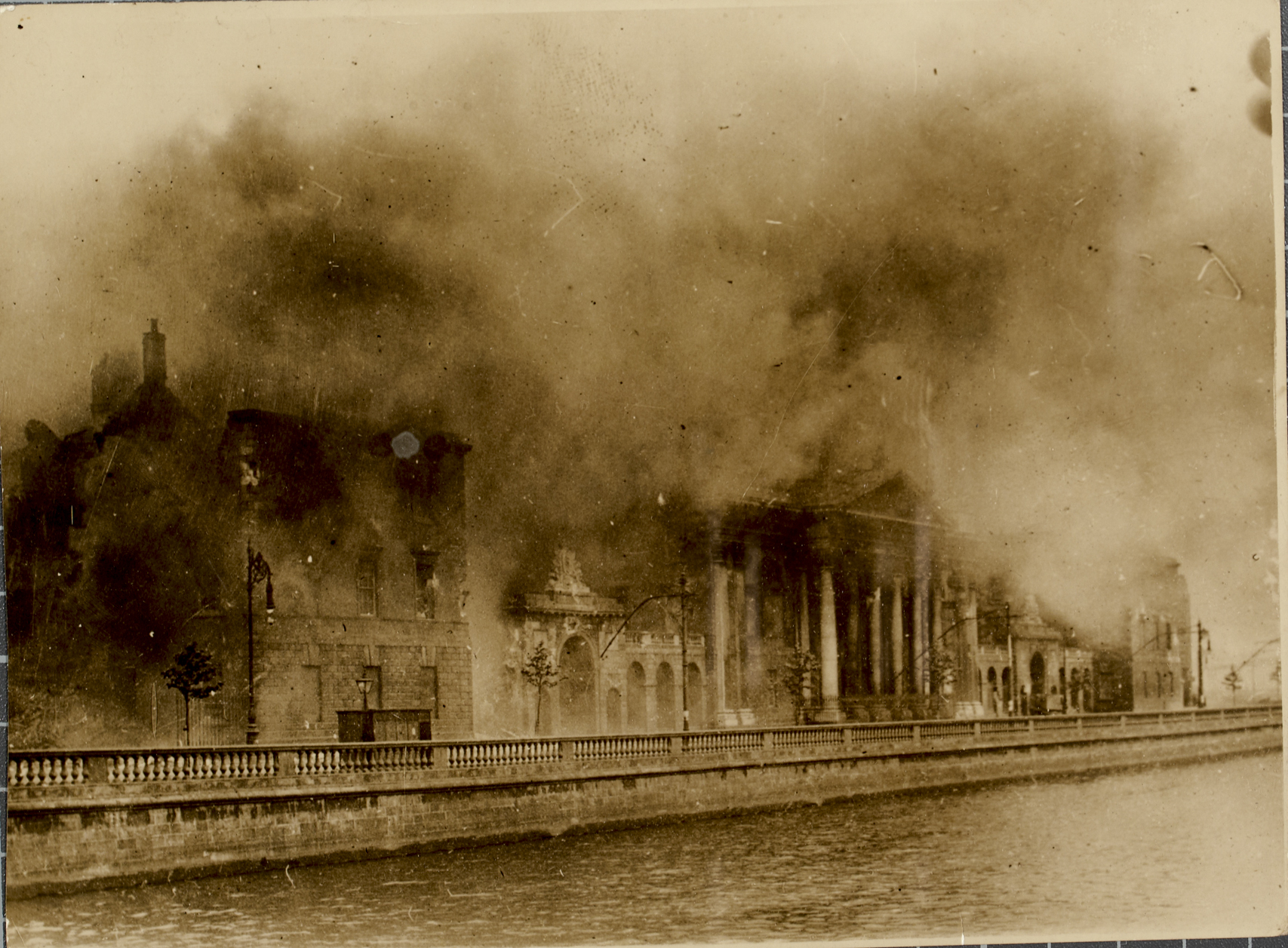
Cele Patru Curți de-a lungul cheiului. Clădirea a fost ocupată de forțele antitratat în timpul Războiului Civil, pe care Armata Națională le-a bombardat ulterior pentru a le obliga să se preda. Arhivele naționale irlandeze din clădiri au fost distruse în incendiul care a urmat. Clădirea a fost grav avariată, dar a fost complet restaurată după război.

La 14 aprilie 1922, 200 de militanți IRA antitratat, cu Rory O'Connor⁠(d) ca purtător de cuvânt, au ocupat cele Patru Curți⁠(d) și alte câteva clădiri din centrul Dublinului, ceea ce a dus la o confruntare tensionată. Acești republicani antitratat doreau să declanșeze o nouă confruntare armată cu britanicii, confruntare care, sperau ei, va uni cele două facțiuni ale IRA împotriva inamicului lor comun. Cu toate acestea, pentru cei care erau hotărâți să transforme Statul Liber într-un stat irlandez viabil, autonom, aceasta reprezenta un act de rebeliune care trebuia înăbușit de ei și nu de britanici.
Arthur Griffith era în favoarea utilizării imediate a forței împotriva acestora, dar Michael Collins, care dorea cu orice preț să evite războiul civil, a lăsat singură garnizoana de la cele Patru Curți până la sfârșitul lunii iunie 1922. În acest moment, partida pro-tratat din Sinn Féin își asigurase o largă majoritate în alegerile generale, împreună cu alte partide care susțineau tratatul. Collins era și el sub presiune continuă din partea Londrei pentru a-și afirma autoritatea guvernului său la Dublin.

### Amânarea până la alegerile din iunie

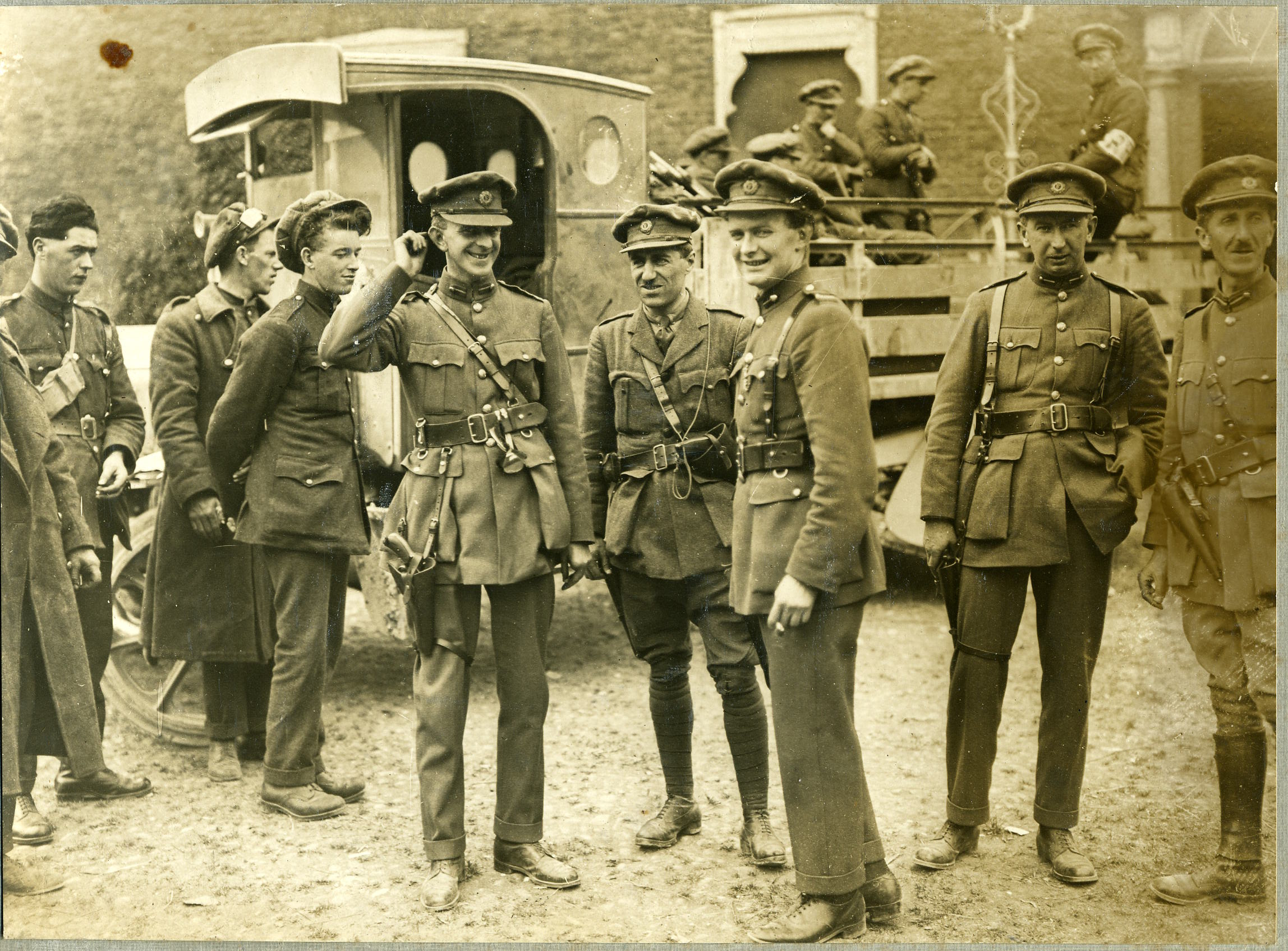
Soldați ai Armatei Naționale în timpul Războiului Civil

Collins a înființat un „comitet de reunificare a armatei” pentru a reuni IRA și a organizat un pact electoral cu adepții politicii antitratat ai lui de Valera pentru a face în comun campanie la primele alegeri din Statul Liber din 1922⁠(d) și pentru a forma ulterior un guvern de coaliție. El a încercat și să ajungă la un compromis cu liderii IRA antitratat, acceptând o constituție de tip republican (care nu menționa monarhia britanică) pentru noul stat. Liderii IRA, precum Liam Lynch⁠(d), erau pregătiți să accepte acest compromis. Cu toate acestea, propunerea de o constituție republicană a fost respinsă de britanici ca fiind contrară termenilor tratatului și amenințau cu intervenția militară în Statul Liber dacă tratatul nu era pe deplin implementat. Fără tragere de inimă, Collins a acceptat, ceea ce a subminat complet pactul electoral dintre facțiunile pro- și antitratat, care au participat la alegerile generale irlandeze din 18 iunie ca partide ostile, ambele numindu-se Sinn Féin.
Partidul Sinn Féin pro-tratat a câștigat alegerile cu 239.193 de voturi față de 133.864 pentru Sinn Féin antitratat. Alte 247.226 de persoane au votat pentru alte partide, dintre care majoritatea susțineau tratatul. Cele 132.570 de voturi ale laburiștilor erau ambigue în ceea ce privește tratatul. Potrivit lui Hopkinson, „Liderii muncitorești și sindicali irlandezi, deși în general pro-tratat, au făcut puține încercări de a forma opinia publică în timpul conflictului pe marginea tratatului, încercând mai degrabă să-și asume rolul de pacificatori”. Alegerile au arătat că majoritatea electoratului irlandez acceptă tratatul și întemeierea Statului Liber Irlandez, dar de Valera, adepții săi politici și majoritatea IRA au continuat să se opună tratatului. De Valera a spus că „majoritatea nu are dreptul să greșească”.
Între timp, sub conducerea lui Michael Collins și Arthur Griffith, guvernul provizoriu pro-tratat a început să înființeze instituțiile Statului Liber Irlandez și a organizat Armata Națională⁠(d) – pentru a înlocui IRA – și o nouă forță de poliție. Cu toate acestea, din moment ce se preconiza că noua armată va fi construită în jurul IRA, unităților IRA antitratat li s-a permis să preia fostele cazărmi britanice și să ia armele din ele. În practică, aceasta însemna că până în vara anului 1922, guvernul provizoriu al Irlandei de Sud controla doar Dublinul și alte zone precum comitatul Longford, unde unitățile IRA susțineau tratatul. În cele din urmă, luptele au izbucnit atunci când guvernul provizoriu a încercat să-și afirme autoritatea asupra unităților IRA antitratat bine înarmate și intransigente din întreaga țară – în special un grup solid din Dublin.

### Asasinarea feldmareșalului Wilson
Feldmarsalul Henry Hughes Wilson⁠(d), un cunoscut consilier de securitate al prim-ministrului Irlandei de Nord, James Craig⁠(d), a fost împușcat de voluntari IRA în pragul propriei sale case, la Londra, pe 22 iunie 1922, fără ca nicio responsabilitate pentru act să fie revendicată public de vreo autoritate a IRA. Winston Churchill a presupus că IRA antitratat este responsabilă pentru asasinat și l-a avertizat pe Collins că va folosi trupele britanice pentru a ataca cele Patru Curți, dacă guvernul provizoriu nu va lua măsuri. Cabinetul britanic chiar a luat hotărârea să atace el însuși cele Patru Curți pe 25 iunie, într-o operațiune care ar fi implicat tancuri, obuziere și avioane. Cu toate acestea, la sfatul generalului Nevil Macready⁠(d), care comanda garnizoana britanică din Dublin, planul a fost anulat în ultimul moment. Argumentul lui Macready a fost că implicarea britanică ar fi galvanizat opinia naționalistă irlandeză împotriva tratatului. I s-a oferit, în schimb, lui Collins o ultimă șansă de a elibera el însuși cele Patru Curți.

## Cursul războiului

### Luptele din Dublin
La 26 iunie, forțele antitratat care ocupau cele Patru Curți l-au răpit pe JJ „Ginger” O'Connell⁠(d), un general din Armata Națională, ca răzbunare pentru arestarea lui Leo Henderson. După ce a dat garnizoanei de la cele Patru Curți un ultimatum (singurul, conform lui Ernie O'Malley) să părăsească clădirea pe 27 iunie, a decis să pună capăt conflictului bombardând garnizoana de la cele Patru Curți. Guvernul l-a numit apoi pe Collins comandant suprem al Armatei Naționale. Acest atac nu a fost începutul războiului, deoarece avuseseră loc ciocniri între facțiunile IRA pro- și antitratat din toată țara, când britanicii predau cazărmile. Acest moment a reprezentat însă „punctul fără întoarcere”, când războiul a fost declarat efectiv și războiul civil a început oficial.
Collins i-a ordonat lui Mulcahy să accepte o ofertă din partea britanicilor de două piese de artilerie de câmp cu proiectile de 18 livre pentru a fi folosite de către noua armată a Statului Liber, deși generalul Macready a dat doar 200 de obuze din cele 10.000 pe care le avea rezervate la cazarma Richmond din Inchicore. Forțele antitratat din cele Patru Curți, care dețineau doar arme de calibru mic, s-au predat după trei zile de bombardamente și după luarea cu asalt a clădirii de către trupele guvernului provizoriu (28–30 iunie 1922). Cu puțin timp înainte de capitulare, o explozie masivă a distrus aripa de vest a complexului, inclusiv Biroul de evidență publică irlandez⁠(d) (PRO), rănind mulți soldați ai Statului Liber care înaintau și distrugând arhivele. Susținătorii guvernului au susținut că clădirea fusese deliberat minată. Istoricii nu sunt de acord dacă PRO a fost distrusă în mod intenționat de minele puse de republicani la evacuarea lor sau dacă exploziile au avut loc atunci când depozitul lor de muniție a fost aprins accidental de bombardament. Coogan afirmă însă că două camioane încărcate cu gelignit⁠(d) au explodat în PRO, ceea ce a făcit ca manuscrise foarte valoroase să plutească peste oraș timp de câteva ore după aceea.
În Dublin au continuat luptele de stradă până pe 5 iulie. Unitățile IRA din Brigada Dublin, conduse de Oscar Traynor, au ocupat strada O'Connell⁠(d) – provocând încă o săptămână lupte de stradă soldate cu alți 65 de morți și 280 de răniți. Printre morți s-a numărat și liderul republican Cathal Brugha, care a opus ultima rezistență după ce a ieșit din hotelul Granville. În plus, Statul Liber a luat peste 500 de prizonieri republicani. Se estimează că victimele civile au depășit 250. Când luptele de la Dublin au încetat, guvernul Statului Liber a rămas ferm la controlul capitalei irlandeze, iar forțele antitratat s-au dispersat în toată țara, în principal spre sud și vest.

### Forțele opuse

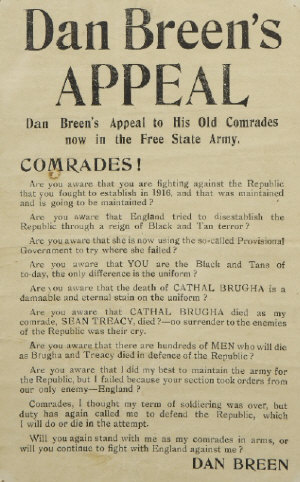
Apelul lui Dan Breen la trupele Statului Liber

Declanșarea Războiului Civil i-a forțat pe susținătorii pro- și antitratat să-și aleagă o tabără. Susținătorii tratatului au ajuns să fie cunoscuți ca „pro-tratat” sau Armata Statului Liber, legal Armata Națională, și au fost adesea numiți Staters de către adversarii lor. Aceștia din urmă se numeau „republicani” și erau cunoscuți și ca forțe „antitratat” sau „Neregulații”, termen preferat de tabăra Statului Liber.
IRA antitratat susținea că apăra Republica Irlandeză proclamată în 1916 în timpul Rebeliunii de Paști, confirmată de Primul Dáil și anulată în mod invalid de cei care au acceptat compromisul Statului Liber. Éamon de Valera a declarat că va servi ca voluntar obișnuit al IRA și a lăsat conducerea republicanilor antitratat în mâinile lui Liam Lynch, șeful de stat major al IRA. Deși a fost președinte republican din octombrie 1922, de Valera avea puțin control asupra operațiunilor militare. Campania a fost condusă de Liam Lynch până când a fost ucis pe 10 aprilie 1923, iar apoi de Frank Aiken din 20 aprilie 1923.

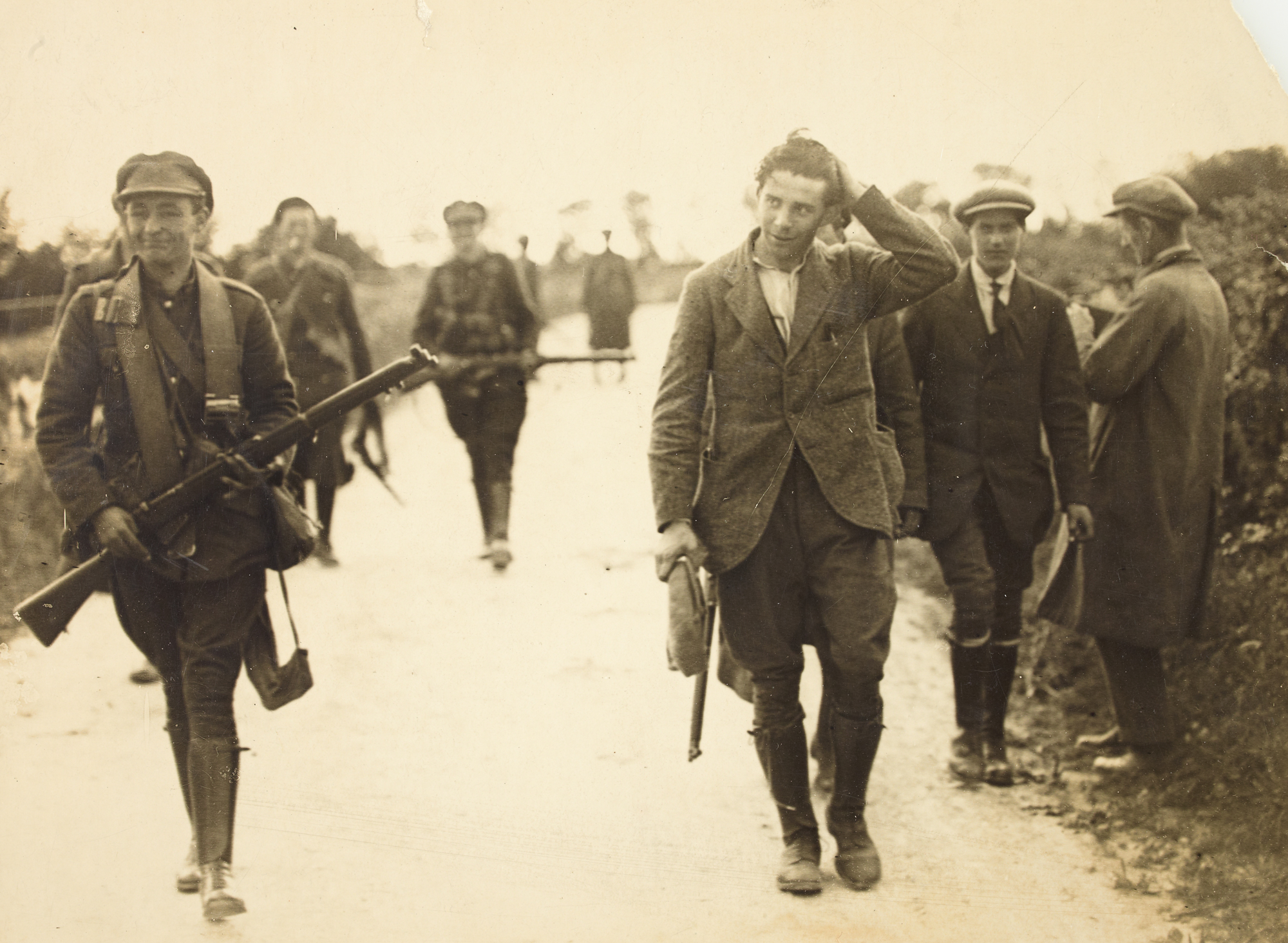
Soldații Armatei Naționale care escortează un prizonier de război IRA

Războiul civil a divizat IRA. Când a izbucnit Războiul Civil, IRA antitratat (concentrată în sud și vest) avea 12.000 de oameni față de cei 8000 ale Statului Liber. Mai mult decât atât, în rândurile celor antitratat se aflau mulți dintre cei mai experimentați luptători de gherilă ai IRA. Puterea IRA, pe hârtie, la începutul anului 1922 era de peste 72.000 de oameni, dar cei mai mulți dintre ei au fost recrutați în timpul armistițiului cu britanicii și nu luptaseră nici în Războiul de Independență, nici în Războiul Civil. Potrivit estimărilor lui Richard Mulcahy, IRA antitratat avea la începutul războiului 6.780 de puști și 12.900 de oameni.
Cu toate acestea, IRA nu avea o structură de comandă eficientă, o strategie clară și nici arme suficiente. Pe lângă puști, aveau doar o mână de mitraliere și mulți dintre luptătorii lor erau înarmați doar cu puști sau pistoale. De asemenea, au luat un număr mic de mașini blindate de la trupele britanice în timp ce evacuau țara. În fine, nu aveau nici un fel de artilerie. Drept urmare, au fost forțați să adopte o poziție defensivă pe tot parcursul războiului.
Prin contrast, guvernul Statului Liber a reușit să-și extindă forțele dramatic după începutul războiului. Collins și comandanții săi au reușit să construiască o armată care putea să-și copleșească adversarii pe teren. Au fost alimentați de britanici cu artilerie, avioane, mașini blindate, mitraliere, arme de calibru mic și muniții, care toate au fost de mare ajutor forțelor pro-tratat. Britanicii au livrat, de exemplu, peste 27.000 de puști, 250 de mitraliere și opt piese de artilerie cu proiectile de 18 livre forțelor pro-tratat între izbucnirea Războiului Civil și septembrie 1922. Armata Națională se ridica la 14.000 de oameni până în august 1922, avea 38.000 de oameni până la sfârșitul lui 1922 și până la sfârșitul războiului ajunsese la 55.000 de oameni și 3.500 de ofițeri, cu mult peste ceea ce avea nevoie statul irlandez pe timp de pace.
La fel ca IRA antitratat, Armata Națională a Statului Liber își avea bazele inițiale în IRA care luptase împotriva britanicilor. Cei mai duri ofițeri și oameni ai lui Collins au fost recrutați din Unitatea de Serviciu Activ Dublin (unitatea de elită a Brigăzii Dublin a IRA) și din Departamentul de Informații și unitatea de asasinate a lui Collins, Brigada⁠(d). În noua Armată Națională, ei erau cunoscuți sub numele de Garda Dublinului⁠(d). Spre sfârșitul războiului, aceștia au fost implicați în unele atrocități notorii împotriva gherilelor antitratat din comitatul Kerry. Până la izbucnirea Războiului Civil, s-a convenit că numai persoanele care serviseră în IRA puteau fi recrutate în Armata Națională. Cu toate acestea, odată ce războiul a început, toate aceste restricții au fost ridicate. Un „Apel național la arme” emis pe 7 iulie pentru recrutare pentru un serviciu militar de șase luni a adus mii de noi recruți. Mulți dintre recruții noii armate erau veterani ai armatei britanice în Primul Război Mondial, unde serviseră în regimentele irlandeze desființate ale armatei britanice. Mulți alții erau recruți fără nicio experiență militară. Faptul că cel puțin 50% din restul soldaților nu aveau experiență militară a făcut, la rândul său, ca indisciplina să devină o problemă majoră.
O problemă majoră pentru Armata Națională a fost lipsa de ofițeri cu experiență. Cel puțin 20% dintre ofițerii săi serviseră anterior ca ofițeri în Armata Britanică, în timp ce 50% din soldații Armatei Naționale serviseră în Armata Britanică în Primul Război Mondial. Au fost recrutați foști ofițeri ai Armatei Britanice și pentru expertiza lor tehnică. O serie de comandanți de rang înalt ai Statului Liber, cum ar fi Emmet Dalton, John T. Prout și WRE Murphy, activaseră ca ofițeri în Primul Război Mondial, Dalton și Murphy în Armata Britanică și Prout în cea americană. Republicanii au profitat mult de acest fapt în propaganda lor – susținând că Statul Liber este doar o forță-proxy a Marii Britanii. Cu toate acestea, majoritatea soldaților din Statul Liber erau recruți fără experiență militară, nici în Primul Război Mondial, nici în Războiul Irlandez de Independență. Existat un număr semnificativ de foști membri ai Forțelor Armate Britanice și de partea republicană, inclusiv lideri precum Tom Barry, David Robinson și Erskine Childers⁠(d).

### Statul Liber cucerește orașele mari

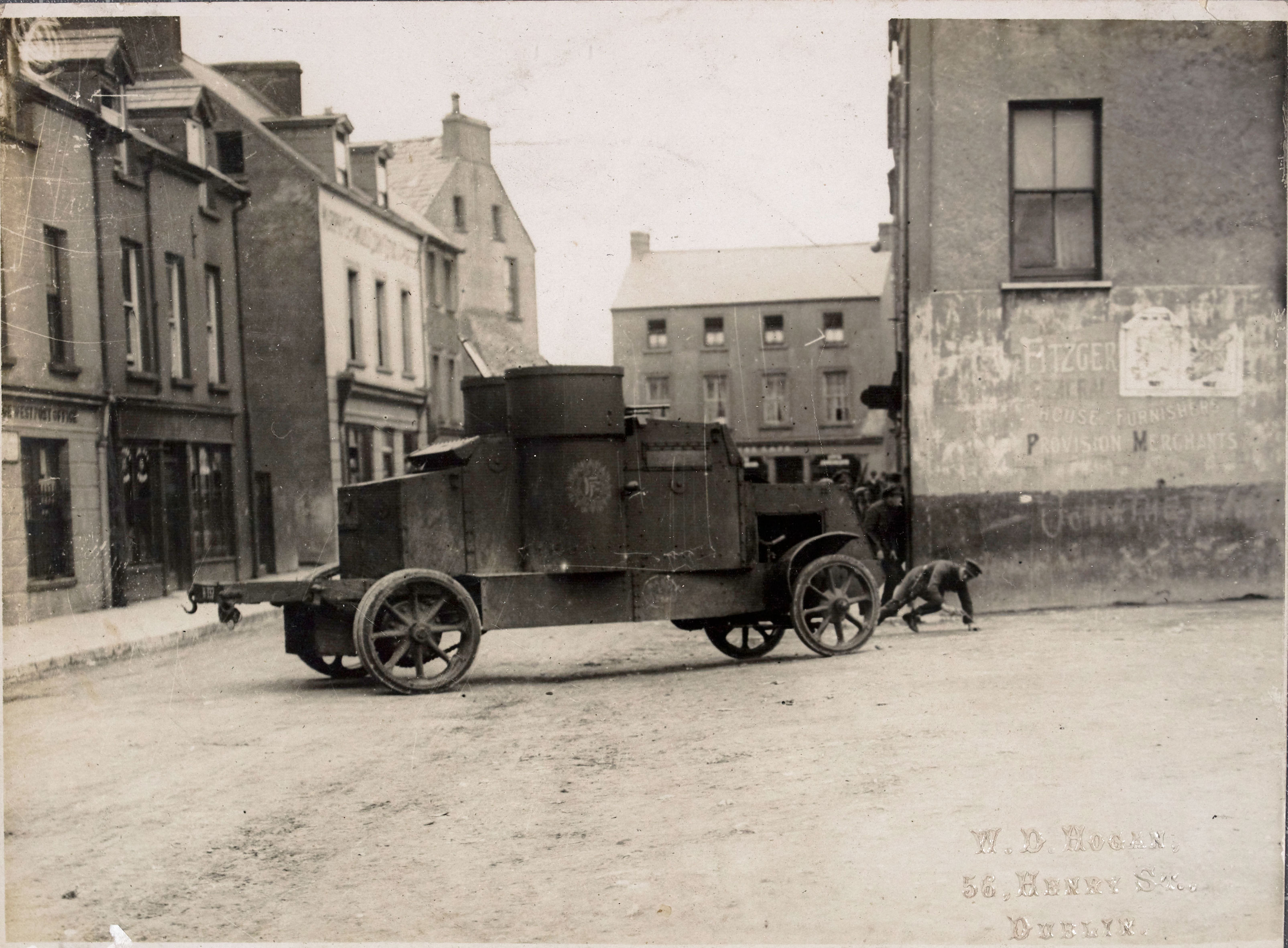
O mașină blindată Peerless a Armatei Naționale în Passage West, august 1922

Cu Dublinul în mâinile taberei protratat, conflictul s-a răspândit în toată țara. A început războiul cu forțele antitratat care dețineau Cork, Limerick și Waterford ca parte a unei auto-proclamate Republici Munster. Deoarece partea anti-tratat nu era echipată pentru a duce un război convențional, Lynch nu a putut însă profita de avantajul inițial al republicanilor în ceea ce privește numărul și teritoriul deținut. El spera pur și simplu să păstreze Republica Munster funcțională suficient de mult pentru a forța Marea Britanie să renegocieze tratatul.
Orașele mari din Irlanda au fost cucerite relativ ușor de Statul Liber în august 1922. Collins, Richard Mulcahy și Eoin O'Duffy au plănuit o ofensivă națională a Statului Liber, trimițând coloane pe uscat pentru a cuceri Limerick în vest și Waterford în sud-est și forțele maritime pentru a cuceri comitatele Cork și Kerry în sud și Mayo în vest. În sud, au avut loc debarcări la Union Hall din Cork și Fenit, portul Tralee, în Kerry. Limerick a căzut pe 20 iulie, Waterford în aceeași zi și orașul Cork pe 10 august, după ce o forță a Statului Liber a aterizat pe mare la Passage West⁠(d). O altă expediție pe mare către Mayo, în vest, a asigurat controlul guvernului asupra acelei părți a țării. În timp ce în unele locuri republicanii au opus rezistență hotărâtă, nicăieri nu au reușit să învingă forțele regulate înarmate cu artilerie și blindate. Singura bătălie convențională adevărată din timpul ofensivei Statului Liber, bătălia de la Killmallock⁠(d), s-a dat atunci când trupele Statului Liber au înaintat spre sud din Limerick.

### Războiul de gherilă
Victoriile forțelor guvernamentale în marile orașe au inaugurat o perioadă de război de gherilă. După căderea Corkului, Lynch a ordonat unităților IRA să se disperseze și să formeze coloane zburătoare⁠(d), așa cum făcuseră atunci când luptau cu britanicii. Ei au rezistat în zone precum partea de vest a comitatelor Cork și Kerry în sud, comitatul Wexford în est și comitatele Sligo și Mayo în vest. Lupte sporadice au avut loc și în preajma Dundalkului, unde aveau sediul Frank Aiken și Divizia a patra de Nord a Armatei Republicane Irlandeze, și Dublin, unde au fost organizate atacuri la scară mică, dar constante, asupra trupelor Statului Liber.
Lunile august și septembrie 1922 au adus atacuri pe scară largă asupra forțelor Statului Liber în teritoriile pe care le ocupaseră în ofensiva din iulie-august, provocându-le pierderi grele. Collins a fost ucis într-o ambuscadă de către republicanii antitratat la Béal na Bláth⁠(d), lângă casa sa din comitatul Cork, în august 1922. Moartea lui Collins a crescut resentimentele conducerii Statului Liber față de republicani și probabil a contribuit la coborârea ulterioară a conflictului într-un ciclu de atrocități și represalii. Arthur Griffith, președintele Statului Liber, murise și el de o hemoragie cerebrală cu zece zile în urmă, lăsând guvernul în mâinile lui WT Cosgrave și a armatei Statului Liber sub comanda generalului Richard Mulcahy. Pentru o scurtă perioadă în care victimele din rândul trupelor sale s-au adunat, și cei doi lideri principali muriseră, părea că Statul Liber s-ar putea prăbuși. Cu toate acestea, la venirea iernii, republicanilor le-a fost din ce în ce mai dificil să-și susțină campania, iar rata victimelor în rândul trupelor Armatei Naționale a scăzut rapid. De exemplu, în comitatul Sligo, 54 de persoane au murit în conflict, dintre care toate, cu excepția a opt dintre ele, fuseseră ucise până la sfârșitul lunii septembrie.
În toamna și iarna lui 1922, forțele Statului Liber au destructurat multe dintre unitățile de gherilă republicane mai mari – în Sligo, Meath și Connemara în vest, de exemplu, și în mare parte din orașul Dublin. În alte părți, din cauza lipsei de provizii și a caselor sigure, unitățile antitratat au fost obligate să se disperseze în grupuri mai mici, de obicei de nouă până la zece oameni. În ciuda acestor succese ale Armatei Naționale, a mai fost nevoie de încă opt luni de război intermitent înainte ca războiul să se încheie.
Până la sfârșitul anului 1922 și începutul anului 1923, campania gherilelor antitratat a fost redusă în mare parte la acte de sabotaj și de distrugere a infrastructurii publice, cum ar fi drumurile și căile ferate. Tot în această perioadă, IRA antitratat a început să incendieze casele senatorilor statului liber și ale mai multor persoane ce aparțineau clasei latifundiarilor anglo-irlandezi.
În octombrie 1922, de Valera și Teachtaí Dála⁠(d) (TD) antitratat și-au înființat propriul „guvern republican” în opoziție cu Statul Liber. Până în acel moment însă, tabăra antitratat nu deținea niciun teritoriu semnificativ și guvernul lui de Valera nu avea nicio autoritate asupra populației.

### Atrocități și execuții

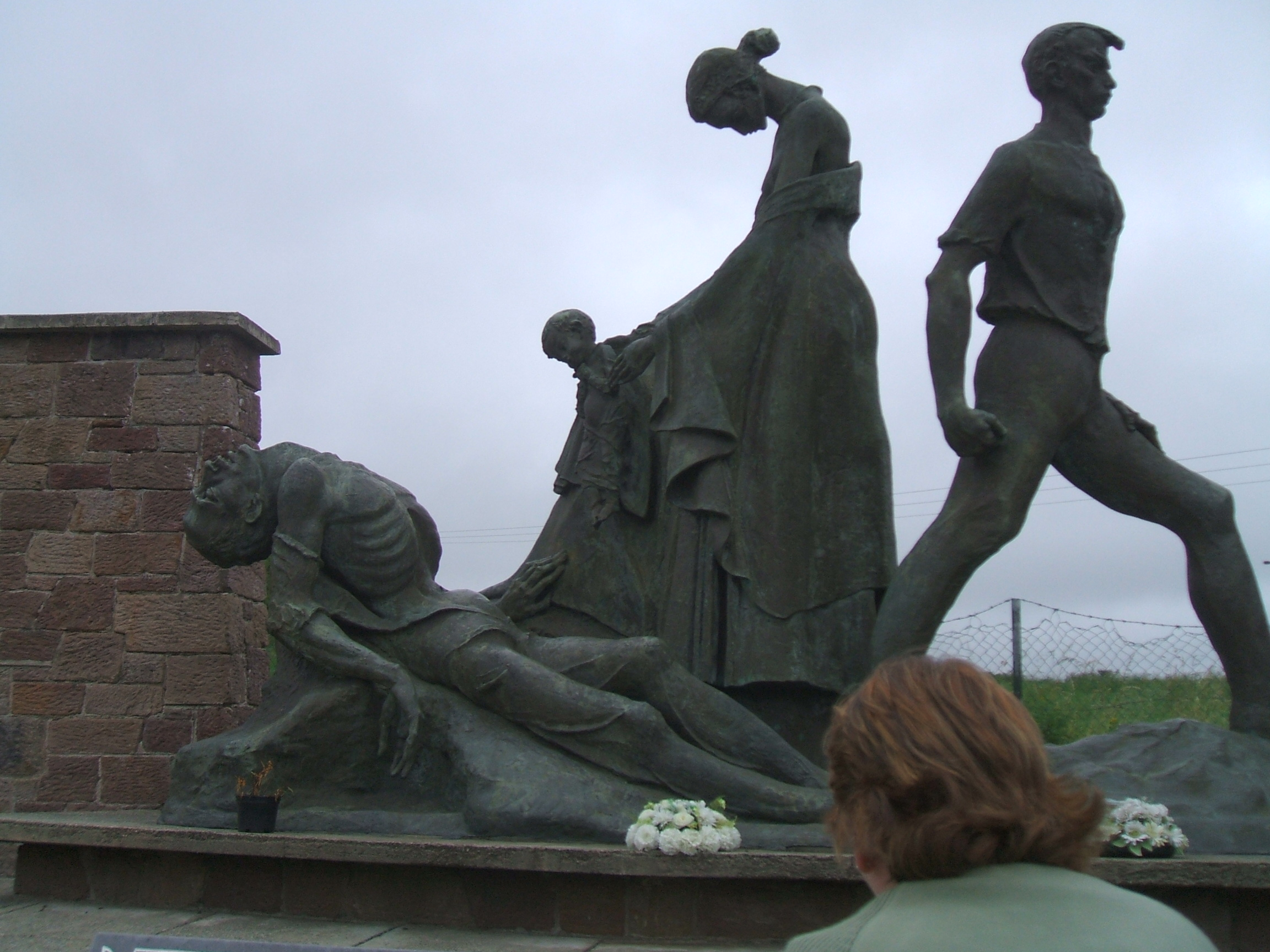
Memorial pentru soldații republicani executați de forțele Statului Liber la, comitatul Kerry, proiectat de

La 27 septembrie 1922, la trei luni după izbucnirea războiului, guvernul provizoriu al Statului Liber a propus Dáilului o rezoluție pentru puteri de urgență ale Armatei, prin care cerea extinderea ligslației de înființare a tribunalelor militare, transferând Consiliului Armatei unele din puterile judecățorești ale instanțelor civile ale Statului Liber asupra cetățenilor irlandezi acuzați de activități antiguvernamentale. Legislația, denumită curent „Legea Siguranței Publice”, a înființat și a împuternicit tribunale militare să dea condamnări la închisoare pe viață, precum și la moarte, pentru „ajutarea și complicitatea la atacuri” asupra forțelor statului, pentru posesia de arme, muniții și explozivi „fără autorizație corespunzătoare” precum și pentru „jefuire, distrugere sau incendiere”.
Faza finală a Războiului Civil a degenerat într-o serie de atrocități care au lăsat în urmă resentimente de durată în viața politică irlandeză. Statul Liber a început să execute prizonieri republicani la 17 noiembrie 1922, când cinci oameni IRA au fost împușcați de un pluton de execuție. Au fost urmate la 24 noiembrie de execuția celebrului autor și negociator al tratatului Erskine Childers⁠(d). În total, din aproximativ 12.000 de prizonieri republicani luați în conflict, 81 au fost executați oficial de Statul Liber.
IRA antitratat l-a asasinat în represalii pe TD Seán Hales la 7 decembrie 1922. A doua zi, patru republicani proeminenți deținuți din prima săptămână de război — Rory O'Connor, Liam Mellows, Richard Barrett și Joe McKelvey — au fost executați ca răzbunare pentru uciderea lui Hales. În plus, trupele Statului Liber, în special în comitatul Kerry, unde campania de gherilă a fost cea mai acerbă, au început execuțiile sumare⁠(d) ale luptătorilor antitratat capturați. Cel mai notoriu exemplu în acest sens a avut loc la Ballyseedy⁠(d), unde nouă prizonieri republicani au fost legați de o mină de teren, care a fost detonată, din care opt au murit și doar unul, Stephen Fuller⁠(d), care a fost aruncat în aer de explozie, a scăpat.
Numărul execuțiilor „neautorizate” ale prizonierilor republicani în timpul războiului a fost estimat la 153. Printre represaliile republicanilor s-au numărat asasinarea tatălui lui Kevin O'Higgins și a unchiului lui WT Cosgrave în februarie 1923.
IRA nu a putut menține o campanie de gherilă eficientă, având în vedere pierderea treptată a sprijinului. Biserica Catolică sprijinea și ea Statul Liber, considerându-l guvernul legal al țării, denunțând IRA și refuzând să administreze sfintele taine luptătorilor antitratat. La 10 octombrie 1922, episcopii catolici ai Irlandei au emis o declarație oficială, descriind campania antitratat astfel:
Sprijinul Bisericii pentru Statul Liber au stârnit multă ostilitate în rândul unor republicani. Deși Biserica Catolică din Irlanda independentă era adesea văzută ca o Biserică triumfalistă, un studiu recent a constatat că ea se simțea profund nesigură după aceste evenimente.

### Sfârșitul războiului
La începutul anului 1923, capacitatea ofensivă a IRA era serios erodată și când, în februarie 1923, liderul republican Liam Deasy a fost capturat de forțele Statului Liber, el a cerut republicanilor să își încheie campania și să ajungă la o înțelegere cu Statul Liber. Execuțiile de către stat ale prizonierilor antitratat, dintre care 34 au fost împușcați în ianuarie 1923, și-au lăsat și ele amprenta asupra moralului republicanilor.
În plus, operațiunile Armatei Naționale pe teren destrămau încet, dar constant concentrările republicane rămase.
În martie și aprilie 1923, această dezmembrare progresivă a forțelor republicane a continuat cu capturarea și uneori uciderea coloanelor de gherilă. Un raport al Armatei Naționale din 11 aprilie spunea: „Evenimentele din ultimele zile indică începutul sfârșitului în ceea ce privește campania neregulată”.
Pe măsură ce conflictul scădea în intensitate spre o victorie de facto pentru partea pro-tratat, de Valera a cerut conducerii IRA să declare o încetare a focului, dar ei au refuzat. Executivul IRA antitratat s-a întrunit pe 26 martie în comitatul Waterford pentru a discuta despre viitorul războiului. Tom Barry a avansat o propunere pentru a pune capăt războiului, dar a fost respinsă cu 6 voturi la 5. Lui Éamon de Valera i s-a permis să participe, după câteva dezbateri, dar nu i s-a acordat niciun drept de vot.
Liderul republican Lynch a fost ucis într-o ciocnire în Munții Knockmealdown⁠(d) din comitatul Tipperary, pe 10 aprilie. Armata Națională extrăsese informații de la prizonierii republicani din Dublin că Executivul IRA se afla în zonă și, pe lângă uciderea lui Lynch, în aceeași operațiune i-a capturat și pe înalții ofițeri IRA antitratat Dan Breen, Todd Andrews, Seán Gaynor și Frank Barrett.
Mulți istorici, inclusiv profesorul Michael Laffan de la University College Dublin,  sugerează că moartea lui Lynch i-a permis mai pragmaticului Frank Aiken, care a preluat funcția de șef de personal al IRA, să pună capăt a ceea ce părea o luptă zadarnică. Ridicarea lui Aiken la conducerea IRA a fost urmată la 30 aprilie de declararea suspendării activităților militare; la 24 mai 1923, el a emis un ordin de încetare a focului către voluntarii IRA. Ei trebuiau să lase armele, nu să le predea; dar li s-a cerut să nu mai continue o luptă pe care nu erau capabili să o câștige.

## Urmările încetării focului
Éamon de Valera a susținut ordinul, emitând o declarație pentru luptătorii antitratat pe 24 mai:
„Soldați ai Republicii. Legiunea Ariergardei: Republica nu mai poate fi apărată cu succes cu armele voastre. Alte sacrificii de vieți omenești ar fi acum în van și continuarea luptei armate nu ar fi înțeleaptă în interesul național și va prejudicia viitorul cauzei noastre. Trebuie să permitem ca victoria militare să rămână pentru moment cu cei care au distrus Republica.”
Guvernul Statului Liber a început negocierile de pace la începutul lunii mai, dar au eșuat. Înalta Curte de Justiție din Irlanda⁠(d) a hotărât la 31 iulie 1923 că starea de război nu mai există și, în consecință, internarea republicanilor, permisă de dreptul comun numai pe timp de război, era acum ilegală. Fără o pace oficială, ținând 13.000 de prizonieri și îngrijorat că luptele ar putea reizbucni în orice moment, guvernul a promulgat două legi de siguranță publică (puteri de urgență) la 1 și 3 august 1923, pentru a permite continuarea internării și alte măsuri. Mii de membri IRA antitratat (inclusiv de Valera pe 15 august) au fost arestați de forțele Statului Liber în săptămânile și lunile de după încheierea războiului, când și-au lăsat armele și s-au întors acasă.
Pe 27 august 1923 au avut loc alegeri generale⁠(d), pe care Cumann na nGaedheal⁠(d), partidul pro-Statul Liber, le-a câștigat cu aproximativ 40% din votul de primă preferință. Republicanii, reprezentați de Sinn Féin, au câștigat aproximativ 27% din voturi. Mulți dintre candidații și susținătorii lor erau încă închiși înainte, în timpul și după alegeri.
În octombrie 1923, aproximativ 8.000 din cei 12.000 de prizonieri republicani din închisorile Statului Liber au intrat în greva foamei. Greva a durat 41 de zile și a avut puțin succes (printre cei care au murit s-au numărat Denny Barry⁠(d), Joseph Whitty⁠(d) și Andy O'Sullivan⁠(d)). Majoritatea femeilor prizoniere au fost însă eliberate la scurt timp după aceea, iar greva foamei a ajutat la concentrarea mișcării republicane asupra prizonierilor și a organizațiilor asociate acestora. În iulie, de Valera a recunoscut că interesele politice republicane îi privesc pe prizonieri și a mers până la a spune:
„Întreg viitorul cauzei noastre și al națiunii depinde în opinia mea de spiritul prizonierilor din lagăre și închisori. Voi sunteți depozitarii CREDINȚEI ȘI VOINȚEI NOASTRE NAȚIONALE”

## Atacurile la adresa foștilor unioniști
Deși cauza Războiului Civil a fost tratatul, pe măsură ce războiul s-a dezvoltat, forțele antitratat au căutat să-și identifice acțiunile cu cauza tradițională republicană a „oamenilor fără proprietate”, iar rezultatul a fost că marii proprietari de pământ anglo-irlandezi⁠(d) și unii unioniștii sudici⁠(d) mai puțin înstăriți au fost atacați. Un total de 192 de „conace” ale vechii clase funciare și ale politicienilor din Statul Liber au fost distruse de forțele antitratat în timpul războiului.
Motivul declarat pentru aceste atacuri a fost că unii proprietari de terenuri au devenit senatori ai Statului Liber. În octombrie 1922, o delegație de unioniști din Sud s-a întâlnit cu WT Cosgrave pentru a-și oferi sprijinul Statului Liber, iar unii dintre ei primiseră funcții în camera superioară a statului sau Senat. Printre casele senatorilor cei mai importanți care au fost atacate s-au numărat: Palmerstown House lângă Naas, care aparținea contelui de Mayo⁠(d), Moore Hall din Mayo, casa lui Horace Plunkett⁠(d) (care ajutase la stabilirea schemelor de cooperare rurală) și a senatorului Henry Guinness⁠(d) (atac nereușit). De asemenea, a ars Casa Marlfield din Clonmel, casa senatorului John Philip Bagwell⁠(d), cu biblioteca sa extinsă de documente istorice. Bagwell a fost răpit și ținut în Munții Dublin⁠(d), dar ulterior eliberat când s-au făcut amenințări cu represalii.
Cu toate acestea, pe lângă loialitatea lor față de Statul Liber, au existat și alți factori în spatele animozității republicane față de vechea clasă de proprietari. Mulți, dar nu toți aceștia, sprijiniseră forțele Coroanei în timpul Războiului de Independență. Acest sprijin a fost adesea în mare măsură moral, dar uneori a luat forma asistenței active acordată britanicilor în conflict. Astfel de atacuri ar fi trebuit să se încheie odată cu armistițiul din 11 iulie 1921, dar au continuat si după armistițiu și au escaladat în timpul Războiului Civil. În iulie 1922, Con Moloney, generalul adjutant al IRA, a ordonat confiscarea proprietăților unioniste în favoarea oamenilor săi. Cea mai aprigă serie de atacuri asupra fostelor proprietăți unioniste a avut loc în primele luni ale anului 1923, 37 de „case mari” fiind arse numai în ianuarie și februarie.
Deși Legea privind achiziționarea de terenuri din 1903 le permitea arendașilor să cumpere pământul de la proprietarii lor, unii mici fermieri, în special în Mayo și Galway, au ocupat pur și simplu terenuri aparținând adversarilor politici în această perioadă în care RIC încetase să mai funcționeze. În 1919, oficialii din conducerea Sinn Féin erau suficient de preocupați de această acțiune unilaterală încât au instituit Curți de Arbitraj pentru a judeca disputele. Uneori, aceste atacuri aveau note sectare, deși majoritatea celor din IRA nu făceau nicio distincție între susținătorii catolici și protestanți ai guvernului irlandez.
IRA a ars un orfelinat care găzduia băieți protestanți lângă Clifden, comitatul Galway, în iunie 1922, pe motiv că era „pro-britanic”. Cei 60 de orfani au fost duși la Devonport⁠(d) la bordul unui distrugător al Marinei Regale.
Controversele cu privire la amploarea intimidării protestanților în acea vreme continuă până în zilele noastre. Mulți au părăsit Irlanda în timpul și după războiul civil. Dr. Andy Bielenberg de la UCC⁠(d) consideră că aproximativ 41.000 de persoane care nu aveau legături cu fosta administrație britanică au părăsit Irlanda de Sud (care a devenit Statul Liber Irlandez) între 1919 și 1923. El a descoperit că o mare parte din acești 41.000 au plecat între 1921 și 1923. În total, din 1911 până în 1926, populația protestantă din cele 26 de comitate a scăzut de la aproximativ 10,4% din populația totală la 7,4%.

## Sprijinul străin
Războiul Civil a atras atenția internațională, ceea ce a făcut ca diverse grupuri să-și exprime sprijin și opoziție față de partea antitratat. Partidul Comunist din Marea Britanie⁠(d) în jurnalul său The Communist scria: „Proletarii IRA au viitorul Irlandei în mâinile lor. Dacă măcar Partidul Laburist Irlandez ar îndrăzni! O mișcare de masă a muncitorilor irlandezi în alianță cu IRA ar putea înființa o republică muncitorească chiar acum”. Ei au fost susținuți și de Internaționala Comunistă (Comintern), care la 3 ianuarie 1923 a adoptat o rezoluție în care afirma că „trimite salutări fraterne revoluționarilor naționali irlandezi care se luptă și se simte sigură că vor merge în curând pe singura cale care duce la libertatea reală – calea comunismului. CI va sprijini toate eforturile de organizare a luptei pentru combaterea acestei terori și pentru a ajuta muncitorii și țăranii irlandezi să obțină victoria”.
Majoritatea irlandezilor americani au susținut tratatul, inclusiv cei din Clann na Gael⁠(d) și Friends of Irish Freedom. Republicanii antitratat aveau însă control asupra a ceea ce mai rămăsese din Clann na Gael și Asociația Americană pentru Recunoașterea Republicii Irlandeze, așa că au susținut partea antitratat în timpul războiului.

## Consecințe

### Victime
Deși scurt, Războiul Civil a fost sângeros. A costat viețile multor personalități publice, printre care Michael Collins, Cathal Brugha, Arthur Griffith și Liam Lynch. Ambele părți au comis brutalități — forțele antitratat au ucis un parlamentar și alți câțiva politicieni pro-tratat și au incendiat multe case ale senatorilor și susținătorilor Statului Liber; în timp ce guvernul executa prizonieri antitratat, oficial și neoficial.

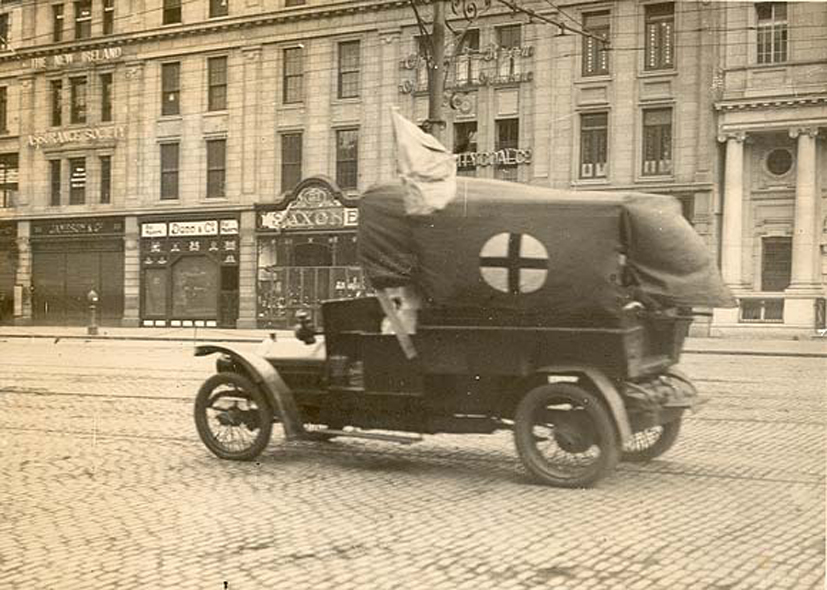
Ambulanța Crucii Roșii trecând pe lângă Poșta Generală de pe strada Sackville

Proiectul Irish Civil War Fatalities din 2023, un proiect de cercetare al Colegiului Universitar din Cork⁠(d), finanțat de Departamentul de Turism, Cultură, Arte, Gaeltacht, Sport și Media, a calculat că forțele pro-tratat au suferit 637 de decese din toate cauzele. Atât proiectul, cât și lista de onoare republicană, întocmite în anii 1920, calculează că 426 de voluntari IRA antitratat au fost uciși între ianuarie 1922 și aprilie 1924. S-a sugerat, totuși, că numărul de morți reale al forțelor antitratat ar fi fost mai mare. Pentru totalul deceselor de combatanți și civili, cifrele de 1426 în Statul Liber și 1485 pentru insula Irlanda au fost calculate prin proiectul din 2023. Un studiu din 2012 comitat cu comitat a sugerat un număr de morți de puțin sub 2000. În deceniile care au urmat Războiului Civil, au fost sugerate cifre exagerate ale victimelor, de până la 4000, deși aceste cifre sunt în general considerate a fi prea mari față de realitate.
Garda Síochána⁠(d) (noua forță de poliție) nu a fost implicată în război, ceea ce însemna că a fost bine plasată pentru a se dezvolta într-un serviciu de poliție neînarmat și neutru din punct de vedere politic după război. Fusese dezarmată de Guvern pentru a câștiga încrederea publicului în iunie-septembrie 1922 și în decembrie 1922, IRA a emis un ordin general de a nu trage asupra Gărzii Civile. Departamentul de Anchete Penale sau CID, un corp de poliție de 350 de oameni, înarmați și îmbrăcați în civil, care fusese înființat în timpul conflictului în scopul contra-insurgenței, a fost desființat în octombrie 1923, la scurt timp după încheierea conflictului.

### Costurile economice
Costurile economice ale războiului au fost și ele mari. Pe măsură ce forțele și-au abandonat pozițiile fixe în iulie-august 1922, republicanii au ars multe dintre clădirile administrative și afacerile pe care le ocupaseră. În plus, campania lor de gherilă care a urmat a provocat multe distrugeri, și, ca urmare, economia Statului Liber a suferit o lovitură grea în primele zile ale existenței sale. Pagubele materiale cauzate de război proprietăților din Statul Liber au fost estimate la aproximativ 50 de milioane de lire sterline în 1922. Această sumă este echivalentă cu aproximativ 2,1 miliarde de lire sterline, sau daune în valoare de 2,4 miliarde de euro în valorile din 2022.
Deosebit de dăunătoare economiei Statului Liber a fost distrugerea sistematică a infrastructurii feroviare și a drumurilor de către republicani. În plus, costul operațional al războiului pentru Statul Liber a ajuns la alte 17 milioane de lire sterline (718 milioane de lire sterline sau 883 de milioane de euro în valorile din 2022). În septembrie 1923, deputatul Hogan estima costul la 50 de milioane de lire sterline. Noul stat a încheiat anul 1923 cu un deficit bugetar de peste 4 milioane de lire sterline (168 de milioane de lire sterline sau 196 de milioane de euro în valorile din 2022). Această situație financiară slăbită a însemnat că noul stat nu-și putea plăti partea din datoria imperială conform tratatului. Aceasta a afectat negativ negocierile asupra graniței din 1924–1925, în care guvernul Statului Liber a acceptat că granița cu Irlanda de Nord va rămâne neschimbată în schimbul iertării datoriilor imperiale. Mai departe, statul s-a angajat să plătească daunele cauzate proprietății între armistițiul din iulie 1921 și sfârșitul Războiului Civil; WT Cosgrave a spus Dáilului:
„Fiecare deputat din această Cameră cunoaște plângerea care s-a făcut că măsura compensației pentru daunele post-armistițiu se compară nefavorabil cu daunele pre-armistițiu.”

### Rezultatele politice
Faptul că Războiul Civil Irlandez a fost purtat între facțiunile naționaliste irlandeze a însemnat că conflictul sporadic din Irlanda de Nord a luat sfârșit. Collins și Sir James Craig au semnat un acord pentru a-i pune capăt la 30 martie 1922, dar, în ciuda acestui fapt, Collins a continuat să furnizeze pe ascuns arme către IRA din Nord până cu o săptămână înainte de moartea sa, în august 1922. Din cauza Războiului Civil Irlandez, Irlanda de Nord a putut să-și consolideze existența și divizarea Irlandei a fost confirmată pentru viitorul apropiat. Continuarea războiului a confirmat și poziția existentă a unioniștilor din Nord împotriva etosului tuturor nuanțelor naționalismului. Acest lucru ar fi putut duce la ostilități deschise între Nord și Sud dacă Războiul Civil Irlandez nu ar fi izbucnit. Într-adevăr, Poliția Specială din Ulster⁠(d) („B-Specials”) care fusese înființată în 1920 (la întemeierea Irlandei de Nord) a fost extinsă în 1922, în loc să fie demobilizată.
Abia după înfrângerea lor în Războiul Civil, republicanii irlandezi antitratat s-au gândit serios dacă să ia măsuri armate împotriva stăpânirii britanice în Irlanda de Nord (prima sugestie serioasă de a face acest lucru a venit pe la sfârșitul anilor 1930). Unitățile IRA din Nord au ținut în mare măsură partea Statului Liber în Războiul Civil datorită politicilor lui Collins, iar peste 500 de persoane din acestea s-au alăturat noii Armate Naționale a Statului Liber.
Costul războiului și deficitul bugetar pe care l-a provocat au reprezentat o dificultate pentru noul Stat Liber și au afectat negocierile Comisiei de graniță din 1925, care urmau să determine granița cu Irlanda de Nord. Statul Liber a acceptat să renunțe la pretenția sa asupra zonelor predominant naționaliste din Irlanda de Nord și, în schimb, partea sa convenită din datoria imperială în temeiul tratatului din 1921 nu a mai fost plătită.

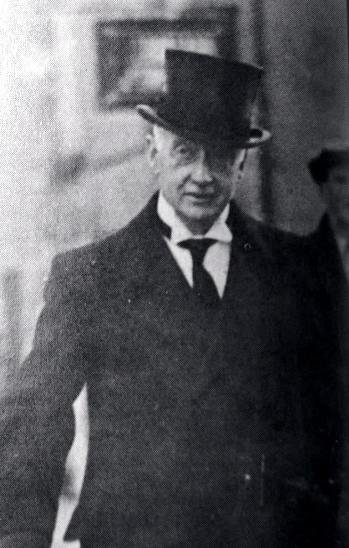

În 1926, după ce nu a reușit să convingă majoritatea IRA antitratat sau a partidei antitratat din Sinn Féin să accepte noul status quo ca bază pentru o Republică în evoluție, o mare facțiune condusă de de Valera și Aiken a plecat din partid pentru a relua politica constituțională și a înființa partidul Fianna Fáil. Fianna Fáil urma să devină partidul dominant în politica irlandeză, iar Sinn Féin a rămas un partid politic mic, izolat. IRA, pe atunci mult mai numeroasă și influentă decât Sinn Féin, a rămas asociată cu Fianna Fáil (deși nu direct) până când a fost interzisă de de Valera în 1935.
În 1927, membrii Fianna Fáil au depus jurământul de credință și au intrat în Dáil, recunoscând efectiv legitimitatea Statului Liber. Statul Liber se îndrepta deja spre independență în acest moment. Statutul de la Westminster din 1931 a crescut gradul de independență al dominioanelor, parlamentul britanic renunțând la dreptul său de a legifera pentru membrii Commonwealth-ului britanic. Când a fost ales la putere în 1932, Fianna Fáil sub conducerea lui de Valera s-a străduit să demonteze ceea ce ei considerau a fi trăsături inacceptabile ale tratatului, abolind jurământul de credință, înlăturând puterea funcției guvernatorului general⁠(d) (reprezentantul britanic în Irlanda) și abolind Senatul, care era dominat de foști unioniști și naționaliști pro-tratat. În 1937, au adoptat o nouă constituție⁠(d), care făcea ca șeful de stat să fie un președinte, nu mai menționa nicio loialitate față de monarhul britanic și includea o revendicare teritorială față de Irlanda de Nord. În anul următor, Regatul Unit a returnat fără condiții porturile maritime pe care le păstrase în virtutea tratatului. Când a izbucnital Doilea Război Mondial în 1939, statul a putut să-și demonstreze independența rămânând neutru⁠(d) pe tot parcursul războiului, deși Dublinul a susținut într-o oarecare măsură în mod tacit Aliații. În cele din urmă, în 1948, un guvern de coaliție, care conținea elemente ale ambelor părți din Războiul Civil (Fine Gael pro-tratat și Clann na Poblachta⁠(d) antitratat) a părăsit Commonwealth-ul Britanic și a descris statul drept Republica Irlanda. Până în anii 1950, problemele pentru care s-a purtat Războiul Civil au fost în mare măsură soluționate.

## Moștenirea și memoria
Ca și în majoritatea războaielor civile, conflictul intestin a lăsat o moștenire amară, care continuă să influențeze politica irlandeză până în zilele noastre. Cele mai mari două partide politice din republică din cea mai mare parte a istoriei sale (cu excepția alegerilor generale din 2011 și 2020) au fost Fianna Fáil și Fine Gael, descendenții, respectiv, ai forțelor antitratat și pro-tratat din 1922. Până în anii 1970, aproape toți politicienii proeminenți ai Irlandei erau veterani ai Războiului Civil, fapt care a înveninat relațiile dintre cele mai mari două partide ale Irlandei. Printre acei veterani ai Războiului Civil se numarau: republicanii Éamon de Valera, Frank Aiken, Todd Andrews și Seán Lemass⁠(d); și susținătorii Statului Liber WT Cosgrave, Richard Mulcahy și Kevin O'Higgins⁠(d).

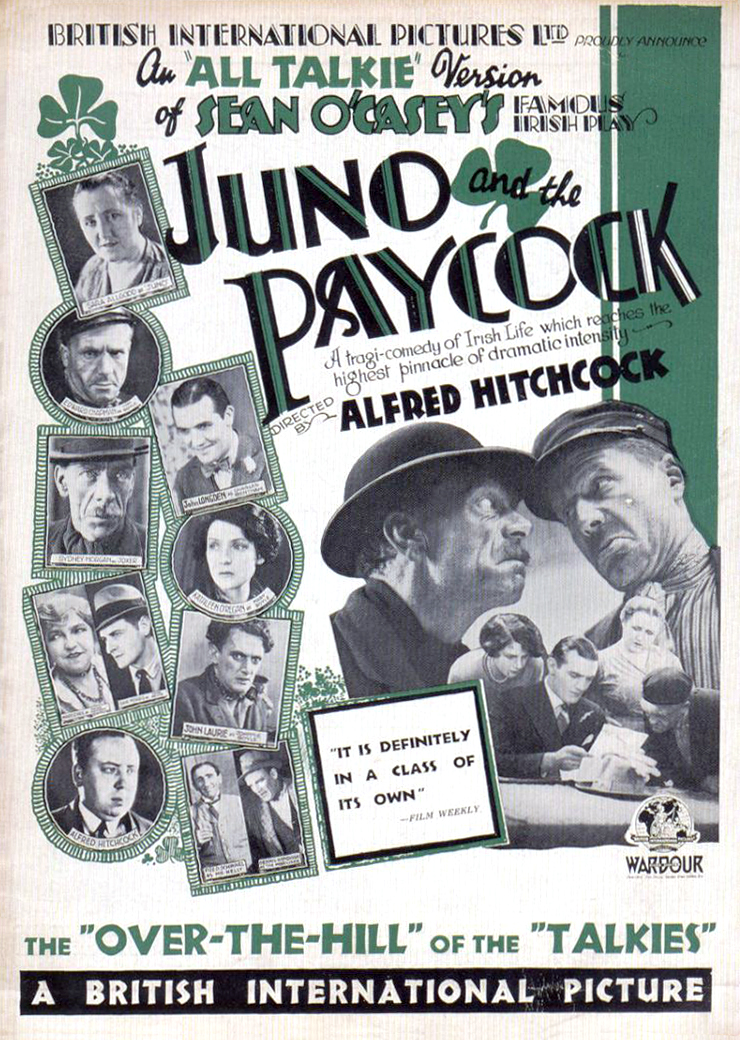
a lui Alfred Hitchock din 1930 a piesei lui O'Casey

Mai mult, mulți dintre fiii și fiicele acestor bărbați au devenit la rândul lor politicieni, ceea ce înseamnă că rănile personale ale Războiului Civil s-au resimțit de-a lungul a trei generații. În anii 1930, după ce Fianna Fáil a preluat puterea pentru prima dată, a părut posibil pentru o vreme ca Războiul Civil să reizbucnească între IRA⁠(d) și cămășile albastre pro-Statul Liber. Din fericire, această criză a fost evitată, iar în anii 1950 violența nu mai era la ordinea zilei în politica din Republica Irlanda. Cu toate acestea, IRA disidentă a continuat (și continuă sub diferite forme) să existe. Abia în 1948, IRA a renunțat la atacurile militare asupra forțelor statului sud-irlandez, când acesta a devenit Republica Irlanda. După acest punct, organizația s-a dedicat în primul rând încheierii stăpânirii britanice în Irlanda de Nord. Consiliul Armatei IRA încă pretinde că este guvernul provizoriu legitim al Republicii Irlandeze, proclamat în 1916 și anulat prin tratatul anglo-irlandez din 1921.

### Relatări fictive
Potrivit lui Edward Quinn, piesa „Juno and the Paycock⁠(d)” de Seán O'Casey este o tragicomedie care critică Războiul Civil și prostia care a dus la el. Scriitorul irlandez James Stephens⁠(d) spune că tema piesei este un „imn orchestrat împotriva sărăciei și urii”.